# Peaceful Easy Feeling
"Peaceful Easy Feeling" é uma música escrita por Jack Tempchin, gravada pela banda Eagles.
É o terceiro single do álbum de estreia, Eagles.

## Paradas
Singles
| Ano  | Single                  | Parada                | Posição |
| ---- | ----------------------- | --------------------- | ------- |
| 1973 | "Peaceful Easy Feeling" | Billboard Pop Singles | 22      |